# Alykes
Alykes (in greco Αλυκές?) è un ex comune della Grecia nella periferia delle Isole Ionie (unità periferica di Zante) con 4.796 abitanti secondo i dati del censimento 2001.
È stato soppresso a seguito della riforma amministrativa, detta Programma Callicrate, in vigore dal gennaio 2011 ed è ora compreso nel comune di Zante.

## Località
Alykes è suddiviso nelle seguenti comunità (i nomi dei villaggi tra parentesi):
- Agios Dimitrios (Agios Dimitrios, Drakas)
- Alikanas
- Ano Gerakari (Ano Gerakari, Alonia, Kastelia)
- Katastari
- Kallithea
- Kato Gerakari
- Meso Gerakari (Meso Gerakari, Psarou)
- Pigadakia
- Skoulikado